# Pedicularis lapponica
Espèce
Classification APG III (2009)
Pedicularis lapponica, la pédiculaire de Laponie, est une espèce de plantes à fleurs appartenant à la famille des Scrophulariaceae selon la classification classique de Cronquist (1981) ou à la famille des Orobanchaceae selon la classification phylogénétique.